# Kuhle Wampe

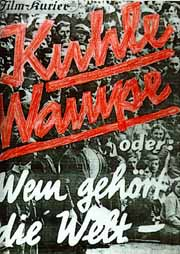

 Kuhle Wampe (de volledige titel is Kuhle Wampe oder Wem gehört Die Welt) is een  Duitse propagandafilm, uitgebracht in 1932, over de werkloosheid en linkse politiek in de tijd van de Weimarrepubliek. De titel verwijst naar een tentenkamp op het platteland nabij Berlijn. Het script is bedacht en geschreven door Bertolt Brecht. De film werd geregisseerd door Slatan Dudow.
De film werd bij het uitkomen in 1932 verboden. De grond daarvoor was dat de president beledigd werd en de rechtsorde en religie in een slecht daglicht werden gesteld. Na protesten werd het verbod gedeeltelijk opgeheven en kwam er een aangepaste versie uit. Sinds 1999 is er een gerestaureerde kopie beschikbaar gesteld door het British Film Institute.

## Rolverdeling
| Acteur                  | Personage     |
| ----------------------- | ------------- |
| Hertha Thiele           | Anni          |
| Ernst Busch             | Fritz         |
| Martha Wolter           | Gerda         |
| Adolf Fischer           | Karl Genosse  |
| Lili Schoenborn-Anspach |               |
| Max Sablotzki           |               |
| Alfred Schaefer         |               |
| Gerhard Bienert         |               |
| Martha Burchardi        |               |
| Carl Heinz Charrell     |               |
| Helene Weigel           | Ballad Singer |
| Karl Kahmen             |               |
| Fritz Erpenbeck         |               |
| Erwin Geschonneck       |               |
| Josef Hanoszek          |               |
| Richard Pilgert         |               |
| Hugo Werner-Kahle       |               |
| Hermann Krehan          |               |
| Paul Kretzburg          |               |
| Anna Muller-Lincke      |               |
| Rudolf Pehls            |               |
| Erich Peters            |               |
| Olly Rummel             |               |
| Willi Schur             |               |
| Martha Seemann          |               |
| Hans Stern              |               |
| Karl Wagner             |               |